# Andrzej Nowak (gastroenterolog)
Andrzej Nowak (ur. 14 września 1935 w Krakowie, zm. 17 listopada 2019 w Katowicach) – polski lekarz, profesor doktor nauk medycznych, internista, gastroenterolog.

## Edukacja i kariera zawodowa
Uczył się w Kaliszu, gdzie w Liceum im. A. Asnyka zdał maturę. W 1952 rozpoczął studia medyczne we Wrocławiu, które od 1956 kontynuował na Śląskiej Akademii Medycznej, którą ukończył w 1958.
I stopień specjalizacji z chorób wewnętrznych uzyskał w 1962, stopień II w 1966. Specjalista gastroenterolog od 1992. Doktor nauk medycznych od 1963, doktor habilitowany od 1976, profesor nadzwyczajny od 1985, profesor zwyczajny od 1993.
Po studiach pracował w Szpitalu Miejskim w Bytomiu i jako wolontariusz w Klinice Chorób Wewnętrznych profesora Kornela Gibińskiego. Następnie w tejże klinice pracował jako asystent, adiunkt, w latach 1985-2005 jako jej kierownik.
W trakcie swojej pracy odbył liczne staże naukowe: w Klinikach Gastroenterologii w Hamburgu, Pradze, Paryżu, Erlangen, Aarhus, Tokio. Roczny staż naukowy w dziedzinie interny w Bostonie.

## Działalność naukowa
Członek International Society on Thrombosis and Haemostasis, Organisation Mondiale de Gastro-Enterologie, International Gastro-Surgical Club, American Society of Gastrointestinal Endoscopy. Członek, wiceprezydent i następnie prezydent European Society of Gastrointestinal Endoscopy. Członek komitetów edukacji Organisation Mondiale d’Endoscopie Digestive, United European Gastroenterological Federation oraz The New York Academy of Sciences. Prezes Polskiego Towarzystwa Gastroenterologii. Członek Rady Naukowej Centrum Zdrowia Matki Polki, Komitetu Terapii Doświadczalnej PAN, Komisji Fizjologii Układu Pokarmowego Komitetu Nauk Fizjologicznych PAN, Komisji Metabolicznej Komitetu Patofizjologii Klinicznej PAN Komitetu Terapii Doświadczalnej PAN oraz Komisji Gastroenterologii PAN. Pełnił także funkcję sekretarza Komisji Nauki i Nauczania Rady Ochrony Zdrowia przy Prezydencie RP.
Członek komitetów redakcyjnych wielu czasopism w kraju i za granicą, m.in.: „Acta Endoscopica Polona”, „Gastroenterologia Polska”, „Illustrated Case Reports in Gastroenterology”, „Endoscopy”, „Hepato-Gastroenterology”, „Gastrointestinal Endoscopy” oraz „Gastroenterology International”, „World Journal of Gastroenterology”.
Jego dotychczasowy dorobek naukowy liczy 439 pozycji, opublikowane w formie monografii, rozdziałów w wydawnictwach zbiorowych (22 pozycji), materiałów zjazdowych (235) oraz artykułów zamieszczonych w polskich (111) i zagranicznych (71) czasopismach.
Visiting professor uniwersytetów w Tokio, Toronto, Hamilton, Ottawie, Atenach, Barcelonie, Brukseli, Aarhus, Oslo, Los Angeles, Monachium.
Jako pierwszy w Polsce wykonał zabieg sfinkterotomii endoskopowej.